# 301946 Bugyi
301946 Bugyi este o planetă minoră (asteroid) din centura de asteroizi. A fost descoperită pe 28 ianuarie 2000 la Piszkéstetői Obszervatórium⁠(d) de Krisztián Sárneczky⁠(d). 
Obiectul prezintă o orbită caracterizată de o semiaxă mare de 2,5682128926159 UAi, o excentricitate de 0,21529211470372, o înclinație de 5,3731102827834 ° în raport cu ecliptica.